# 粤科金融集团
广东省粤科金融集团有限公司（英語：Guangdong Technology Financial Group Co.Ltd.），简称“粤科金融集团”，是广东省以科技创投为主的省属国有投资公司，是国内最早成立的创投机构之一、中国首家省级科技金融集团，受托管理广东省政策性引导基金，同时组建设立和管理运作各类股权投资基金。

## 子公司
- 广东粤科创业投资管理有限公司
- 广东粤科风险投资管理有限公司
- 广东省粤科产业园投资开发有限公司
- 广东省粤科母基金投资管理有限公司
- 广东鸿图科技股份有限公司
- 广东省粤普小额再贷款股份有限公司
- 广东省粤科融资担保股份有限公司
- 广东省粤科资产管理股份有限公司
- 广东粤科融资租赁有限公司
- 粤科港航融资租赁有限公司